# Staurotheca cornuta
Staurotheca cornuta är en nässeldjursart som beskrevs av Peña-Cantero, García-Carrascosa, Vervoort 1999. Staurotheca cornuta ingår i släktet Staurotheca och familjen Sertulariidae. Inga underarter finns listade i Catalogue of Life.